# Ivan Sen
Ivan Sen (Queensland, 1972) è un regista, sceneggiatore e direttore della fotografia australiano.

## Biografia
Sen è nato nel 1972 a Nambour, nel Queensland, secondogenito di Donella e Duro Sen. Sua madre Donella appartiene alla nazione Gamilaroi del nord del Nuovo Galles del Sud, e Duro è nato in Croazia da padre tedesco e madre ungherese. Sen ha lavorato per un giornale e ha frequentato un corso di diploma in fotografia alla Griffith University di Brisbane. Ha proseguito gli studi alla scuola di cinema della stessa università e, un anno dopo, all'Australian Film, Television and Radio School di Sydney. Lì sviluppò idee controcorrente rispetto al modello classico di direzione della fotografia insegnato nella scuola.

### Carriera
Sen ha prodotto numerosi cortometraggi alla fine degli anni '1990, tra cui documentari televisivi per SBS e ABC. Durante gli anni 2000 ha prodotto molti documentari, soprattutto per la ABC Television. Ha lavorato con il produttore David Jowsey, che ha commissionato il suo primo lungometraggio, Beneath Clouds (2002). Il film, prodotto con un budget di 2,5 milioni di dollari, è stato proiettato al Sundance Film Festival 2003 e vinse il Premiere First Movie Award al Festival di Berlino 2002 e il premio per la miglior regia agli Australian Film Institute Awards. Nel 2005, il suo documentario SBS Yellow Fella è stato proiettato nella sezione Un Certain Regard del Festival di Cannes. Nel 2009, il Message Sticks Indigenous Film Festival, tenutosi presso la teatro dell'Opera di Sydney ha ospitato la prima mondiale di Fire Talker, un documentario biografico sull'attivista politico, calciatore aborigeno e statista Charlie Perkins. Nello stesso anno, Sen e David Jowsey fondarono la Bunya Productions. Il secondo lungometraggio di Sen, Dreamland, è stato proiettato al Busan International Film Festival e al Melbourne International Film Festival. Il suo terzo lungometraggio, Toomelah (2011), ha ricevuto una lunga standing ovation dal pubblico quando è stato proiettato nella sezione Un Certain Regard del Festival di Cannes. Il quarto lungometraggio di Sen, Mystery Road, è stato presentato in anteprima al Sydney Film Festival nel giugno 2013 e vede la partecipazione di molti noti attori australiani, tra cui Aaron Pedersen, Hugo Weaving e Jack Thompson. Il film è stato presentato al Toronto International Film Festival 2013. Goldstone, sequel di Mystery Road, ha aperto il Sydney Film Festival nel giugno 2016. Presenta gli attori Aaron Pedersen, Jacki Weaver, Alex Russell, David Gulpilil e David Wenham.

## Filmografia

### Lungometraggi
- 2023 - Limbo
- 2022 – Expired
- 2016 – Goldstone - Dove i mondi si scontrano (Goldstone)
- 2013 – Mystery Road
- 2011 – Toomelah
- 2010 – Dreamland
- 2002 – Beneath Clouds

### Cortometraggi
- 1999 – Dust
- 1998 – Wind
- 1997 – Journey
- 1996 – Tears
- 1995 – Warm Strangers

### Documentari televisivi
- 2009 – Fire Talker, The life and times of Charles Perkins
- 2007 – Embassy Days
- 2006 – A Sister's Love
- 2006 – Broken Borders
- 2006 – Aunty Connie
- 2005 – Shifting Shelter 3
- 2005 – Yellow Fella
- 2003 – Who was Evelyn Orcher?
- 2002 – The Dreamers
- 2000 – Shifting Shelter 2
- 1998 – Vanish
- 1995 – Shifting Shelter 1